# Katauta
Katauta (jap. 片歌; „pieśń częściowa”, „pół pieśni”, „jedna część pieśni”, „pieśń fragmentaryczna”) – dawna, japońska, trójwersowa forma wiersza .
Katauta składała się zazwyczaj z trzech wersów o wzorze 5/7/7 sylab . Forma ta występowała głównie w poezji kayō (jednej z najstarszych form poezji śpiewanej, które powstały przed okresem Nara; z punktu widzenia literackiego były one liryką meliczną) jako część dialogu poetyckiego . 
Katauta popierana była przez Gagaku-ryō (Urząd ds. Muzyki Dworu Cesarskiego), a następnie O-utadokoro (Cesarskie Biuro Poezji), nie zdobyła jednak popularności i zanikła we wczesnym okresie kształtowania się literatury japońskiej . Nie ma jej w wielkich antologiach literackich, znane są tylko nieliczne przykłady zawarte w najstarszych kronikach .